# Субпрефектура М'Бой-Мірім
Субпрефектура М'Бой-Мірім (порт. Subprefeitura de M'Boi Mirim) — одна з 31 субпрефектури міста Сан-Паулу, розташована на півночі міста. Її повна площа 62,10 км², населення понад 480 тис. мешканців. Складається з 2 округів:
- Жардін-Анжела (Jardim Ângela)
- Жардін-Сан-Луїс (Jardim São Luís)